# Maria Eulàlia Vila i Sunyer
Maria Eulàlia Vila Sunyer (Olesa de Montserrat, Baix Llobregat, 16 de juny de 1967) és una exjugadora de basquetbol catalana.
Pivot, es formà en les categories inferiors del Club Bàsquet Olesa. La temporada 1982-83 debutà a la Primera Divisió amb el Club Bàsquet Betània-Patmos, i, després de la dissolució del club, competí amb el Club Bàsquet l'Hospitalet (1984-86). Successivament, jugà amb altres equips de l'elit estatal, el Club Bàsquet ADEPAF Figueres (1986-89), Club Bàsquet Cantaires de Tortosa (1989-90), Bàsquet Manresa (1990-92) i Club Bàsquet Universitari de Barcelona (1992-95). L'any 1995 retornà al CB Olesa, amb el qual va aconseguir l'ascens a la Lliga Femenina 2. Fou internacional amb la selecció espanyola en trenta-nou ocasions entre 1985 i 1988. Després de la seva retirada esportiva la temporada 2010-11, ha sigut entrenadora del CBF Cerdanyola (2018-19) i és vocal de la Federació Catalana de Basquetbol.
Entre d'altres reconeixements, va ser distingida com a Històrica del Bàsquet Català per la Fundació del Bàsquet Català el 2023.